# 1930-as Giro d’Italia
Az 1930-as Giro d’Italia volt a 18. olasz kerékpáros körverseny. Május 17-én kezdődött és június 8-án ért véget. Végső győztes az olasz Luigi Marchisio lett.

## Végeredmény
|    | Versenyző          | Idő            |
| -- | ------------------ | -------------- |
| 1  | Luigi Marchisio    | 115 óra 11' 55 |
| 2  | Luigi Giacobbe     | + 52           |
| 3  | Allegro Grandi     | + 1' 49        |
| 4  | Ambrogio Morelli   | +11' 12        |
| 5  | Allegro Grandi     | + 16' 01       |
| 6  | Antonio Negrini    | + 17' 48       |
| 7  | Felice Gremo       | + 22' 28       |
| 8  | Aristide Cavallini | + 23' 58       |
| 9  | Learco Guerra      | + 36' 10       |
| 10 | Amerigo Cacioni    | + 37' 11       |